# Arbelus intimatus
Arbelus intimatus är en stekelart som först beskrevs av Davis 1897.  Arbelus intimatus ingår i släktet Arbelus och familjen brokparasitsteklar. Inga underarter finns listade.